# Länsväg Z 677
Länsväg Z 677 går från Tulleråsen till Änge i Offerdals församling, Krokoms kommun, Jämtlands län. Länsvägen ansluter i Tulleråsen till länsväg 340 (Fiskevägen) mellan Krokom och norska gränsen. I Änge ansluter den till länsväg Z 675 mot Frankrike och länsväg Z 678 mot Bångåsen. 